# Harry R. Truman
Harry R. Truman (30 de octubre de 1896 - 18 de mayo de 1980) fue un residente del estado de Washington que vivía cerca del Monte Santa Helena. Era el dueño y cuidador del Mount St. Helens Lodge en Spirit Lake al pie de la montaña, y alcanzó fama como héroe popular en los meses precedentes a la erupción de 1980 del volcán al negarse a  dejar su casa a pesar de las órdenes de evacuación. Se presume que pereció cuando un inmenso flujo piroclástico alcanzó su hogar y enterró el sitio bajo 150 pies (46 m) de escombros volcánicos.
Después de su muerte, su familia y amigos destacaron su amor por la montaña. En 1981, Art Carney interpretó a Truman en el docudrama St. Helens. Fue conmemorado en un libro por una sobrina y en varias piezas musicales, incluyendo canciones de Headgear y Billy Jonas.

## Vida
Truman nació en una familia de silvicultores en Virginia Occidental en octubre de 1896. No sabía su día exacto de nacimiento, aunque daba el 30 de octubre de 1896. Algunas fuentes posteriores han dado como su segundo nombre Randall, pero Truman declaró que, de modo similar a su tocayo presidencial, no sabía su segundo nombre, solo la R inicial.
La familia Truman se mudó al oeste del estado de Washington, ante la promesa de tierra barata y la exitosa industria maderera asentada en el Noroeste del Pacífico; se instalaron en 160 acres (65 ha) de tierras de cultivo en la porción oriental del Condado de Lewis, Washington. Truman asistió al instituto en la ciudad de Mossyrock, Washington, y después se alistó en el Ejército como voluntario en agosto de 1917. Fue asignado al 100.º Escuadrón Aéreo, 7.º Escuadrón y entrenado como aeromecánico, sirviendo en Francia durante la I Guerra Mundial. Durante su servicio, sufrió heridas debido a su naturaleza audaz e independiente. Mientras se dirigía a Europa, su buque de guerra, el Tuscania, fue hundido por un U-boot alemán en un ataque con torpedos frente a la costa de Irlanda. Fue dado de baja con honor en junio de 1919, y empezó a trabajar como prospector minero, pero no logró su objetivo de hacerse rico. Más tarde, actuó como contrabandista, contrabandeando alcohol de San Francisco a Washington durante la Ley Seca. En algún momento, regresó a Chehalis, Washington, donde dirigió un taller mecánico y gasolinera llamado Harry's Sudden Service. También se casó con la hija del dueño de un aserradero, y tuvieron una hija.

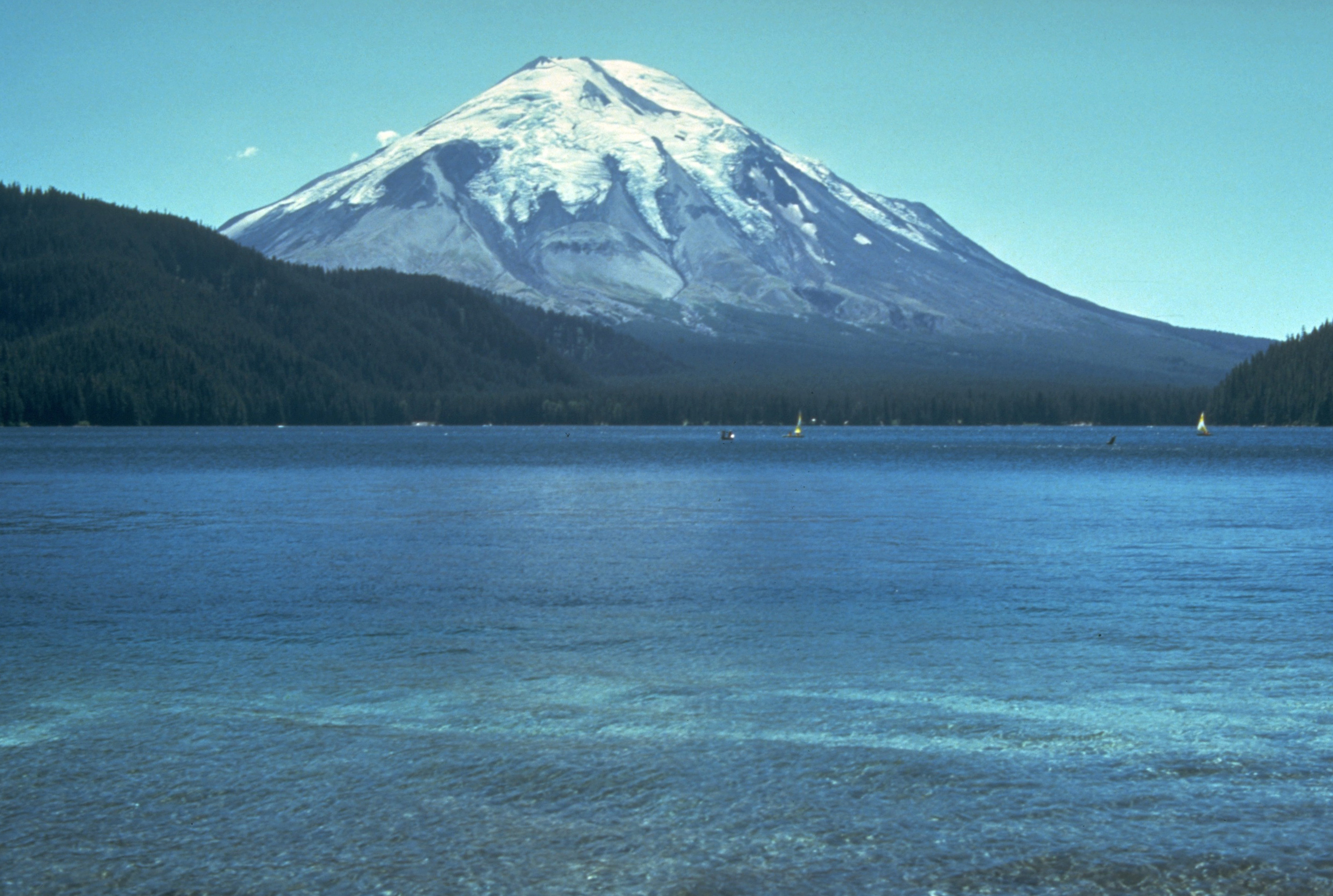
Monte Santa Helena y Spirit Lake con anterioridad a la erupción de 1980.

Truman se cansó de la civilización después de unos años y arrendó 50 acres (20 ha) de la Northern Pacific Railroad Company junto al lago Spirit Lake en el territorio salvaje del Monte Santa Helena, un estratovolcán localizado en el Condado de Skamania, Washington. Se instaló al pie de la montaña y abrió una gasolinera y una tienda de comestibles; finalmente abrió el Mount St. Helens Lodge, un albergue con cabañas de alquiler frente al lago Spirit Lake, el cual regentó durante 52 años.

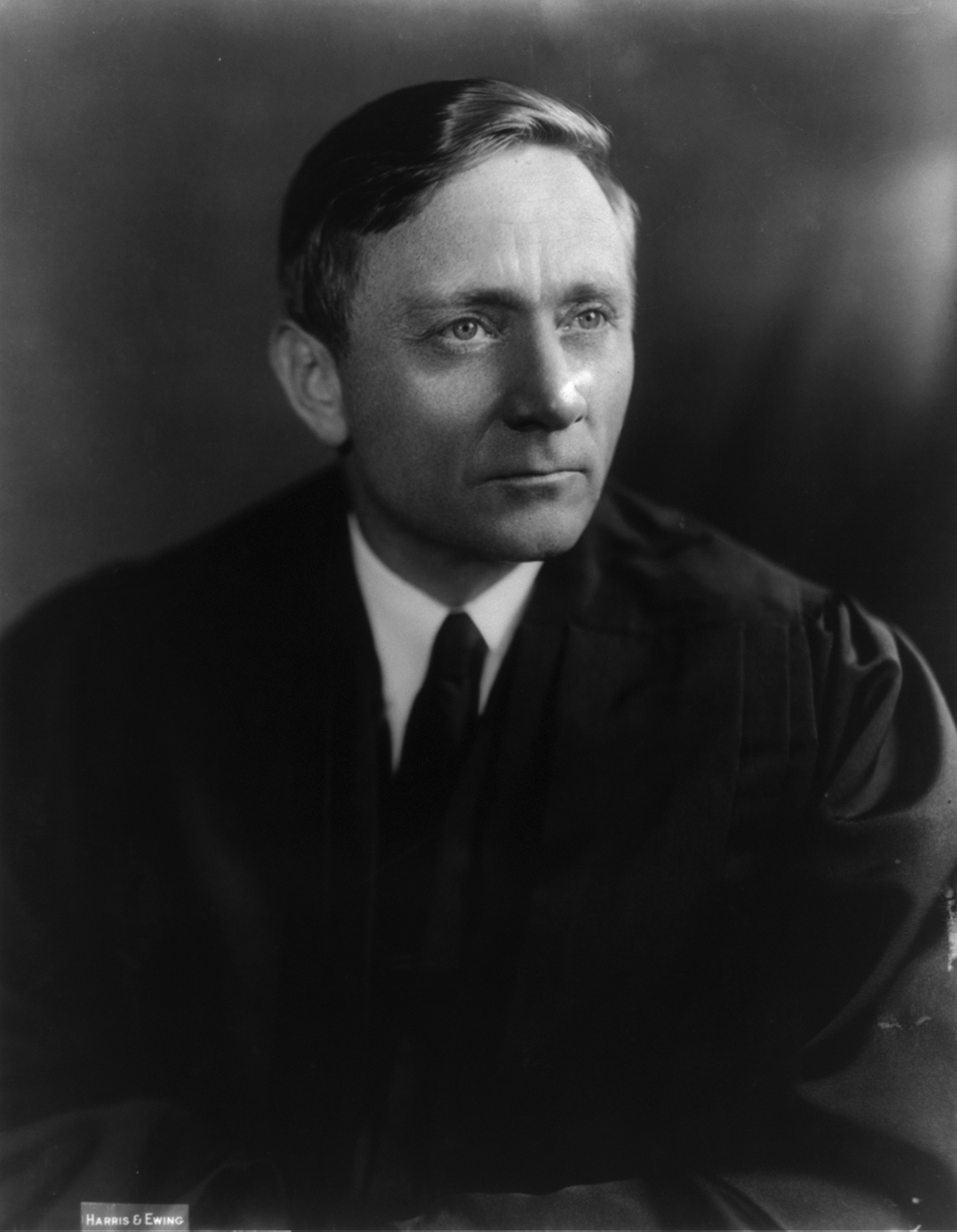
Truman rechazó en una ocasión servir al juez asociado William O. Douglas (en la foto) en su albergue. Al saber de su identidad, persiguió a Douglas y le convenció para quedarse.

A principios de los años 1930, Truman se divorció de su mujer; para volver a casarse en 1935. El segundo matrimonio fue breve, según los informes, intentó ganar argumentos lanzando a su mujer al Spirit Lake, a pesar de que ella no sabía nadar. Empezó a cortejar a una chica local, aunque finalmente se casó con su hermana, Edna, a la que llamaba Eddie. Permanecieron casados, operando juntos el Mount St. Helens Lodge, hasta la muerte de Edna de un ataque al corazón en 1978.
En la zona, Truman se hizo famoso por sus travesuras; una vez consiguió emborrachar a un guardabosques para poder quemar una pila de rastrojos. Cazaba furtivamente, robaba grava del Servicio de Parques Nacionales, y pescaba en tierra de los indios con una placa de guardia forestal falsa. A pesar de su conocimiento de estas actividades ilícitas, los guardaparques locales nunca lograron cogerle con las manos en la masa. El gobierno del estado de Washington más tarde cambió el impuesto de ventas estatal, pero Truman continuó cobrando la misma tasa. Un empleado de la agencia de impuestos le alquiló una barca pero se negó a pagar su tasa, así que Truman le empujó al Spirit Lake.
Truman era fan del cóctel Schenley, whisky con Coca-Cola. Poseía un Cadillac rosa de 1957, y maldecía con frecuencia. Le encantaba hablar de política y según se dice odiaba a los republicanos, los hippies, los niños pequeños, y especialmente a las personas mayores. Una vez se negó a permitir que el juez asociado William O. Douglas se quedara en sus cabañas, desestimándolo como un "viejo chocho". Cambió de opinión al saber de la identidad de Douglas, le persiguió por 1 milla (1,6 km ), y le convenció para quedarse. Cuando su esposa Edna murió en 1978, Truman cerró su albergue y después solo alquilaba un puñado de barcas y cabañas durante el verano.

## Celebridad
Truman se volvió una celebridad local durante los dos meses de actividad volcánica que precedieron a la erupción de 1980 del monte Santa Helena, dando entrevistas a reporteros y expresando su opinión de que el peligro estaba exagerado. "No tengo ni idea de si va a estallar" dijo, "pero no lo creo al punto que vaya a empacar." Truman mostró poca preocupación sobre el volcán y su situación: "Si la montaña va, yo iré con ella. Esta área está muy arbolada. Spirit Lake está entre yo y la montaña, y la montaña está a una milla, la montaña no me va a hacer daño." Los oficiales encargados de cumplir la ley estaban indignados ante su negativa a evacuar porque representantes de los medios de comunicación continuaban entrando en la zona restringida cerca del volcán para entrevistarle, poniéndose también en peligro en el proceso. Sin embargo, Truman se mantuvo firme "No me podríais sacar ni con un equipo de mulas. Esa montaña forma parte de Truman y Truman parte de esa montaña."
Truman dijo a los reporteros que era sacudido en la cama por los terremotos precursores, así que respondió llevando su colchón al sótano. Afirmó usar espuelas en cama para soportar los terremotos mientras dormía. Se burló de la preocupación del público por su seguridad, respondiendo a las afirmaciones de los científicos sobre la amenaza del volcán que "la montaña ha disparado su montón y no ha dañado nada en este lugar, pero esos malditos geólogos con su cabello largo hasta el trasero no le prestan ninguna atención al viejo Truman."
A raíz de sus comentarios desafiantes, Truman se convirtió en una especie de héroe local y fue el tema de muchas canciones y poemas para niños. Una agrupación infantil de Salem, Oregón, le envió pancartas donde habían escrito "Harry – Nos Encantas", lo cual le conmovió tanto que hizo un viaje en helicóptero (pagado por National Geographic) para visitarles el 14 de mayo. También recibió muchas cartas de admiradores incluyendo varias propuestas de matrimonio. Un grupo de estudiantes de quinto grado de Grand Blanc, Míchigan, escribieron cartas que lo hicieron llorar. A cambio, les envió una carta y ceniza volcánica, que el alumnado más tarde vendió para comprar flores para su familia después de la erupción.
Causó un frenesí en los medios de comunicación, apareciendo en la portada de The New York Times y The San Francisco Examiner y atrayendo la atención de National Geographic, United Press International, y  The Today Show. Muchas revistas importantes compusieron perfiles, incluyendo Time, Life, Newsweek, Field & Stream y Reader's Digest. Un historiador llamado Richard W. Slatta escribió que "su fiera actitud, su discurso descarado, amor al aire libre, y su feroz independencia… lo convirtieron en un héroe popular que los medios de comunicación podrían adorar." Slatta señala el "carácter inamovible y respuesta de Truman a las fuerzas de la naturaleza" como fuente de su ascenso a la fama, y las entrevistas con él añadían "color" a los informes sobre los acontecimientos en la montaña Santa Helena. Truman fue inmortalizado, según Slatta, "con muchas de la cualidades embellecidas del héroe del Oeste", y la atención de los medios de comunicación crearon una personalidad "en algunos aspectos bastante diferente de su verdadero carácter."

## Muerte
A medida que las probabilidades de erupción aumentaban, los funcionarios estatales intentaron evacuar el área con la excepción de unos cuantos científicos y oficiales de seguridad. El 17 de mayo, intentaron por última vez persuadir a Truman para que se fuera, en vano. El volcán entró en erupción a la mañana siguiente a las ocho y media, y todo su flanco norte colapsó. Truman estaba solo en su cabaña con sus 16 gatos, y se cree que pereció en esta erupción del 18 de mayo. El deslizamiento de tierra más grande registrado hasta entonces en la historia y un flujo piroclástico que viajaba sobre el derrumbe engulló el área de Spirit Lake casi simultáneamente, destruyendo el lago y enterrando el sitio de sus cabañas bajo 150 pies (46 m) de escombros volcánicos. Las autoridades nunca encontraron los restos de Truman. Sin duda los gatos de Truman murieron con él; apreciaba a sus mascotas como a familiares y les mencionó en casi todas sus declaraciones públicas.
Los familiares y amigos esperaron que Truman pudiera haber sobrevivido, porque les había asegurado haber aprovisionado un pozo de mina abandonado con comida y licor en caso de una erupción, pero la carencia de aviso inmediato de la erupción inminente pudo haberle impedido huir al pozo antes de que el flujo piroclástico alcanzara su cabaña (menos de un minuto después del inicio). Su hermana Geraldine dijo que encontró duro aceptar la realidad de su muerte. Su sobrina Shirley Rosen añadió que su tío pensó que podría huir del volcán pero no esperaba una erupción lateral. Declaró que su hermana le llevó una botella de bourbon para persuadirle de evacuar, pero en ese momento estaba demasiado temeroso de beber alcohol porque no estaría seguro de si los temblores procedían de su cuerpo o de los terremotos. Sus posesiones fueron subastadas como recuerdos para los admiradores en septiembre de 1980.

## Legado

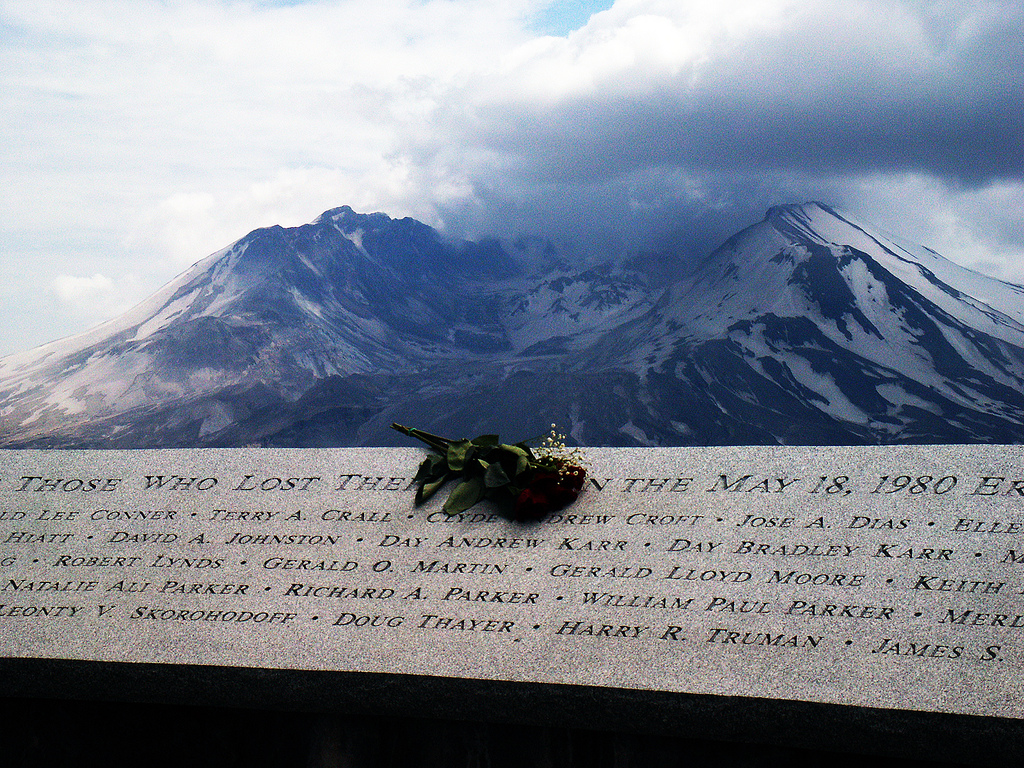
El nombre de Truman en una placa (esquina inferior derecha) con los nombres de las víctimas de la erupción del 18 de mayo, con la montaña Santa Helena al fondo.

Truman fue el tema de los libros Truman of St. Helens: The Man and His Mountain de su sobrina Shirley Rosen, y The Legend of Harry Truman de su hermana Geri Whiting. Fue interpretado por Art Carney, su actor favorito, en el docudrama de 1981 St. Helens. Se vendieron durante años en el área recuerdos con la figura de Harry Truman, incluyendo sombreros, gorras, cuadros, carteles, y postales. Un restaurante abierto en Anchorage, Alaska, lleva su nombre, sirviendo platos como Harry's Hot Molten Chili. Según The Washington Star, más de 100 canciones habían sido compuestas en honor de Truman en 1981, además de un álbum conmemorativo titulado The Musical Legend of Harry Truman — A Very Special Collection Of Mount St. Helens Volcano Songs. Es el tema de la canción de 2007 "Harry Truman" escrita y grabada por la banda irlandesa Headgear. Lula Belle Garland escribió "The Legend of Harry And The Mountain" la cual fue grabada en 1980 por Ron Shaw & The Desert Wind Band. Los músicos Ron Allen y Steve Asplund escribieron una canción de country rock en 1980 llamada "Harry Truman, Your Spirit Still Lives On". Billy Jonas incluyó la historia de Truman en su canción "Old St. Helen" en 1993. Probablemente la vida y la actitud de Truman fueron la inspiración para el personaje de "Abuelita" en la película Dante's Peak.
Truman Trail y Harry's  Ridge en la región del monte Santa Helena llevan su nombre. El Harry R. Truman Memorial Park fue nombrado en su honor en Castle Rock, Washington, aunque más tarde fue rebautizado como Castle Rock Lions Volunteer Park.